# AK-203突擊步槍
AK-203是米哈伊尔·卡拉什尼科夫設計的AK系列突击步枪的後繼版本之一。

## 历史
在2019年3月，印度和俄羅斯在北方邦的阿梅蒂開設印俄步枪公司，開始生產AK-203步槍，以取代印度武裝部隊目前使用的INSAS。 

## 生產
AK-203突击步枪現時由位于印度的印俄合资公司，印俄步枪制造。
根據協議，俄羅斯將先交付70,000枝俄製AK-203，並經技術轉移的方式，授權印度本土生產餘下的600,000枝步槍。
然而，價格問題和俄羅斯受到國際制裁的影響下，令AK-203步槍的生產和交付遭到延誤，促使印度購買SIG SG 716戰鬥步槍應急。
根據卡拉什尼科夫集團的發言人，AK-203受到亞洲、非洲和獨立國家國協（CIS）會員的青睞，而克拉拉邦的警察有意訂購相關武器。

## 設計
與AK系列的步槍一樣，AK-203裝填7.62×39mm子弹，以氣動式原理運作，可擊發調變，並使用AK-47步槍的彈夾。 

## 用户
- 印度

## 另見
- MSMC衝鋒槍
- IMI Galil突擊步槍
- AKM突擊步槍
- Rk 62突擊步槍